# Кара-Гяур, Людмила Борисовна
Людмила Борисовна Кара-Гяур (род. 1 мая 1936, Шахты, Азово-Черноморский край) — русская советская театральная актриса Севастопольского русского драматического театра, Народная артистка Татарской АССР (1982), Народная артистка Украины (1995), Заслуженная артистка Российской Федерации (2023).

## Биография
Родилась в 1936 году в городе Шахты Ростовской области в семье служащего, в 1944 году семья переехала в Одессу.
В 1960 году окончила Одесский государственный университет, параллельно училась в школе-студии при Одесском государственном русском драматическом театре им. А. В. Иванова, где познакомилась с преподавателем студии Е. Н. Кара-Гяуром, за которого в 1959 году вышла замуж.
С 1961 года — актриса в труппе Севастопольского русского драматического театра им. А. В. Луначарского.
В 1972-87 годах — ведущая актриса Казанского государственного академического большого театра им. В. Качалова, одновременно преподавала в Казанском театральном училище.
С 1987 года — снова в Севастопольском русском драматическом театре.
В 2014 году участвовала в референдуме, сказав: «У человека никто не может забрать его родину. Мы доказали это своей жизнью. И наша родина — Россия».
В 2015 году сыграла эпизодическую роль жительницы города в фильме «Битва за Севастополь».

## Награды и звания
- Народная артистка Украины (31 мая 1995 года) — за весомый личный вклад в социально-экономическое и культурное развитие Автономной Республики Крым и г. Севастополя, высокое профессиональное мастерство[2].
- Заслуженная артистка Российской Федерации (31 июля 2023 года) — за вклад в развитие отечественной культуры и искусства, многолетнюю плодотворную творческую деятельность[3].
- Народная артистка Татарской АССР (1982).
- Заслуженная артистка Татарской АССР (1976).
- Орден княгини Ольги III степени (20 августа 2007 года) — за значительный личный вклад в социально-экономическое, культурное развитие Украинского государства, весомые трудовые достижения и по случаю 16-летия независимости Украины[4].
- Почётная грамота Кабинета Министров Украины (1 октября 1999 года) — за значительный личный вклад в развитие театрального искусства, высокий профессионализм и по случаю 75-летия со дня основания Севастопольского русского драматического театра имени А.В. Луначарского[5].
- Всеукраинская премия им. народной артистки УССР Марии Заньковецкой, со статусом «Лучшая актриса года Украины» (1998 год).